# Nichita Sandu
Nichita Sandu (n. 10 februarie 1950) este un fost deputat român în legislatura 1990-1992, ales în județul Argeș pe listele partidului FSN. În cadrul activității sale parlamentare, Nichita Sandu a fost membru în grupurile parlamentare de prietenie cu Republica Portugheză, Republica Populară Chineză, Canada și URSS.

## Legături externe
- Nichita Sandu Arhivat în 20 aprilie 2024, la Wayback Machine. la cdep.ro